# 托尔蒂岛
托尔蒂岛（法語：Île de la Tortue，IPA：[il də la tɔʁty]，IPA：[ˈisla torˈtuɣa]）意为龟岛，是加勒比海中的一座岛屿，位于海地北部海岸，面积180平方千米，2003年人口約2.6万人。1493年由克里斯托弗·哥伦布发现。17世纪该地为加勒比海地区海盗的重要活动基地。现为海地西北省管辖。